# ۱۹۸۰

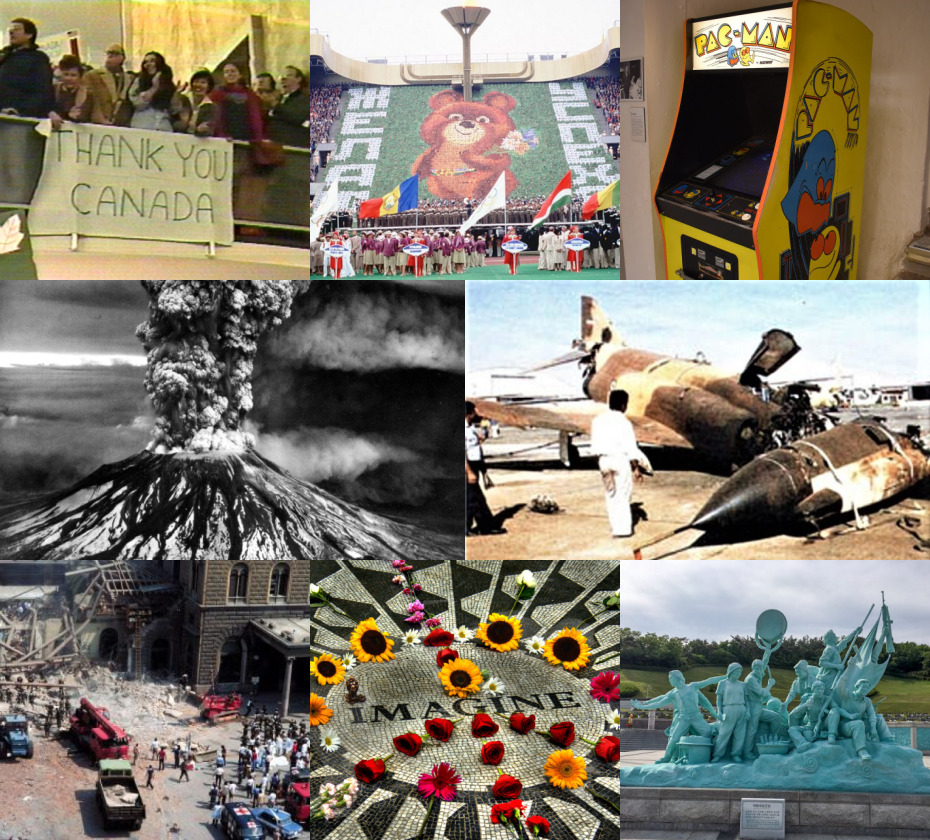

سال ۱۹۸۰ (هزار و نهصد و هشتاد) میلادی، نخستین سال از دهه ۱۹۸۰ در سده ۲۰ میلادی بود. بر اساس تقویم گریگوری سال مذکور یک سال کبیسه با ۳۶۶ روز بود. در تقویم هجری شمسی سال ۱۹۸۰ از دی ۱۳۵۸ شروع شد و در دی ماه ۱۳۵۹ خاتمه یافت.

## نامگذاری‌ها
در تقویم چینی این سال سال میمون نام گرفته‌است.

## رویدادها
۱۱ ژانویه - تبریز - طرفداران آیت‌الله شریعتمداری وآیت‌الله خمینی با هم درگیر شدند.
- نیایشگاه جگانتیا در فهرست میراث بشری یونسکو جای‌گرفت.

## زادروزها
- ۵ ژوئن - مژگان عزیزی حسابدار ایرانی
- ۷ ژوئن - جابا مجیری، فوتبالیست گرجستانی .
- ۱۰ ژانویه – سارا شاهی، بازیگر آمریکایی
- ۲۸ ژانویه – نیک کارتر، بازیگر و خواننده آمریکایی
- ۳۰ ژانویه – ویلمر والدراما، صداپیشه و بازیگر آمریکایی
- ۱۱ فوریه – متیو لارنس، بازیگر آمریکایی
- ۲۶ فوریه – ژولیو سزار دا سیلوا ای سوزا، بازیکن فوتبال برزیلی
- ۲۹ فوریه – روبن پلاسا، دوچرخه‌سوار اهل اسپانیا
- ۷ مارس – لورا پرپون، صداپیشه، بازیگر، و مدل آمریکایی
- ۱۳ مارس – کارون باتلر، بازیکن بسکتبال و ورزشکار آمریکایی
- ۳۰ مارس – یالین، خواننده اهل ترکیه
- ۱۲ آوریل – برایان مک‌فدن، خواننده-ترانه‌سرا، موسیقی‌دان، و خواننده ایرلندی
- ۱۸ آوریل – جاستین اماش، سیاست‌مدار آمریکایی
- ۲۷ آوریل – زاید خان، بازیگر هندی
- ۲۸ آوریل – جاش هاوارد، بازیکن بسکتبال و ورزشکار آمریکایی
- ۲۹ آوریل – کین ایگن، خواننده ایرلندی
- ۳۰ آوریل – لوئیز اسکولا، بازیکن بسکتبال و ورزشکار آرژانتینی
- ۲۲ مه – لوسی گوردون، بازیگر و مدل بریتانیایی (د. ۲۰۰۹)
- ۳۰ مه – استیون جرارد، بازیکن فوتبال انگلیسی
- ۳ ژوئیه – تمیم بن حمد آل ثانی، امیر قطر
- ۶ ژوئیه – پاو گسال، بازیکن بسکتبال و ورزشکار اسپانیایی
- ۱۸ ژوئیه – کریستن بل، صداپیشه، بازیگر، و خواننده آمریکایی
- ۲۳ ژوئیه – میشل ویلیامز (خواننده)، خواننده-ترانه‌سرا، موسیقی‌دان، بازیگر، خواننده، و آهنگساز آمریکایی
- ۲۹ ژوئیه – فرناندو گونزالس، بازیکن تنیس شیلیایی
- ۵ اوت – وین بریج، بازیکن فوتبال انگلیسی
- ۱۲ اوت – مگی لاسون، بازیگر آمریکایی
- ۲۶ اوت
  - کریس پاین، بازیگر آمریکایی
  - مکالی کالکین، بازیگر آمریکایی
- ۸ سپتامبر – اریک هاچینسون، خواننده-ترانه‌سرا و خواننده آمریکایی
- ۲۵ سپتامبر – تی.آی.، تهیه‌کننده، موسیقی‌دان، بازیگر، و ترانه‌سرا آمریکایی
- ۲۱ اکتبر – کیم کارداشیان، مدل ، کارآفرین و بازیگر سینما و تلویزیون آمریکایی
- ۲۹ اکتبر – بن فاستر، بازیگر آمریکایی
- ۹ نوامبر - مایا دیاب، خواننده لبنانی
- ۱۳ نوامبر
  - لاورنس تن دام، دوچرخه‌سوار اهل هلند
  - مونیک کلمن، بازیگر و خواننده آمریکایی
- ۲۶ نوامبر – ساتوشی اونو، بازیگر و خواننده ژاپنی
- ۷ دسامبر – جان تری (بازیکن فوتبال)، بازیکن فوتبال بریتانیایی
- ۱۸ دسامبر – کریستینا آگیلرا، خواننده-ترانه‌سرا، رقاص، آهنگساز، موسیقی‌دان، بازیگر، و خواننده آمریکایی
- ۲۲ دسامبر – کریس کارمک، بازیگر آمریکایی

## درگذشت‌ها
- ۷ ژانویه – سیمون متیو، بازیکن تنیس فرانسوی (ز. ۱۹۰۸)
- ۸ ژانویه – جان ماکلی، فیزیک‌دان و مهندس آمریکایی (ز. ۱۹۰۷)
- ۱۷ ژانویه – باربارا بریتن، بازیگر آمریکایی (ز. ۱۹۱۹)
- ۱۸ ژانویه – سیسیل بیتون، عکاس بریتانیایی (ز. ۱۹۰۴)
- ۲۸ ژانویه – فرانکو ایونجلیس، آهنگساز ایتالیایی (ز. ۱۹۲۶)
- ۲۹ ژانویه – جیمی درنت، بازیگر و پیانیست آمریکایی (ز. ۱۸۹۳)
- ۱۳ فوریه – دیوید جانسن، بازیگر آمریکایی (ز. ۱۹۳۱)
- ۱۸ فوریه – گیل رابینز، بازیگر و خواننده آمریکایی (ز. ۱۹۲۱)
- ۱۹ فوریه – بان اسکات، خواننده-ترانه‌سرا، موسیقی‌دان، و خواننده بریتانیایی (ز. ۱۹۴۶)
- ۱۱ مارس – سعد ندیم، کارگردان و مستندساز (ز. ۱۹۲۰)
- ۱۵ مارس – لئون ژومو، دوچرخه‌سوار اهل بلژیک (ز. ۱۹۲۲)
- ۲۴ مارس – فرانسوا پرسون، دوچرخه‌سوار اهل فرانسه (ز. ۱۹۲۲)
- ۱۰ آوریل – کی مدفورد، بازیگر آمریکایی (ز. ۱۹۱۴)
- ۲۱ آوریل – سهراب سپهری، شاعر و نقاش ایرانی (ز. ۱۹۲۸)
- ۲۹ آوریل – آلفرد هیچکاک، فیلم‌ساز بریتانیایی (ز. ۱۸۹۹)
- ۸ مه – فرخ‌رو پارسا، نخستین زن ایرانی که در دوران حکومت پهلوی به مقام وزارت رسید، نخستین نماینده زن مجلس شورای ملی و وزارت آموزش و پرورش ایران در کابینه دوم و سوم امیرعباس هویدا
- ۱۲ مه – لیلیان روث، بازیگر و خواننده آمریکایی (ز. ۱۹۱۰)
- ۶ ژوئیه – گیل پاتریک، بازیگر آمریکایی (ز. ۱۹۱۱)
- ۲۵ ژوئیه – ولادیمیر ویسوتسکی، بازیگر، شاعر، خواننده، و نویسنده اهل شوروی (ز. ۱۹۳۸)
- ۲۷ ژوئیه – محمدرضاشاه پهلوی، شاهنشاه پیشین ایران(ز. ۱۹۱۹)[۱]
- ۲ اوت – دونالد اوگدن استوارت، بازیگر و فیلمنامه‌نویس آمریکایی (ز. ۱۸۹۴)
- ۹ اوت – الیوت نیوجنت، فیلمنامه‌نویس، بازیگر، و کارگردان آمریکایی (ز. ۱۸۹۶)
- ۱۰ اوت – یحیی خان، دیپلمات پاکستانی (ز. ۱۹۱۷)
- ۱۴ اوت – دورتی استارتن، بازیگر و مدل کانادایی (ز. ۱۹۶۰)
- ۸ سپتامبر – ویلارد لیبای، شیمی‌دان آمریکایی (ز. ۱۹۰۸)
- ۱۲ سپتامبر – لیلیان رندولف، بازیگر آمریکایی (ز. ۱۸۹۸)
- ۱۹ سپتامبر – سول لسر، تهیه‌کننده و کارگردان آمریکایی (ز. ۱۸۹۰)
- ۸ اکتبر – جان دالرد، دانشمند، پژوهشگر و روانشناس اهل ایالات متحده آمریکا (ز. ۱۹۰۰)
- ۲۴ نوامبر – جرج رافت، بازیگر آمریکایی (ز. ۱۸۹۵)
- ۸ دسامبر – جان لنون، خواننده-ترانه‌سرا، تهیه‌کننده موسیقی، نویسنده، گیتاریست، شاعر، آهنگساز، بازیگر، و تهیه‌کننده بریتانیایی (ز. ۱۹۴۰)